# 星ハム子
星 ハム子（ほし ハムこ、1982年10月19日 - ）は、日本の女子プロレスラー。本名：岡元 育美（おかもと いくみ）。
北海道岩見沢市出身。身長150cm、体重53kg、血液型AB型。アイスリボンに所属。娘は同団体所属のプロレスラーの星いぶき。

## 所属
- アイスリボン（2008年 - ）

## 経歴・戦歴
2008年
- 5月11日 東京・市ヶ谷アイスボックスにおいて、対しもうま和美戦でデビュー。
- 8月23日、アイスリボン新木場1stRING大会にて志田光のデビュー戦の相手を務める。この試合中に眼窩底を骨折、以降3ヶ月の欠場。
- 11月15日、アイスリボン新木場1stRING大会の藤本つかさ戦にて復帰。

2010年
- 1月4日 アイスリボン新木場1stRING大会にて松本浩代をパートナーに迎え、インターナショナル・リボンタッグ王座に挑戦し勝利。初タイトルを獲得。
- 8月11日 北都プロレス岩見沢大会に凱旋出場。
- 10月10日 アイスリボン札幌テイセンホール大会「札幌リボン」にて、帯広さやかとの道産子タッグでさくらえみ・高橋奈苗のインターナショナル・リボンタッグ王座に挑戦するも敗退。
- 12月12日、JWP東京キネマ倶楽部大会にて、コマンド・ボリショイの持つICE×60王座に挑戦するも敗退。
- 12月18日、アイスリボン道場大会にて、引退を控えた宮崎有妃と対戦し敗北するも、試合後にコスチュームを譲り受け号泣。

2011年
- 6月1日、アイスリボン272・イサミレッスル武闘館にて、さくらえみ&Rayが持つインターナショナル・リボンタッグ王座選手権に挑戦し、勝利（パートナーは宮城もち）。
- 8月6日、アイスリボン312・道場大会にて、趙雲子龍&大石真翔に奪われていたインターナショナル・リボンタッグ王座の奪回に成功(パートナーは宮城もち)。この試合は北海道から娘が観覧に来ており、娘の目の前でのベルト戴冠となった。

2012年
- 19時女子プロレスにて開催された「第4回 19 O'clock girls tournament」で優勝。
- 10月19日、19時女子プロレスにてインターネットシングル王座の第9代王者となる（シングル王座は初戴冠）。
- 12月31日、アイスリボン後楽園大会で堀田祐美子と一騎討ちを行い、時間切れ引き分け。

2013年
- 前年のシングルマッチを機に「堀田暴走軍」に加入、ディアナに定期参戦。
- 5月11日、アイスリボン道場にて「星ハム子五周年記念大会」を開催。ヘイリー・ヘイトレッドとの初のシングルマッチに挑むも敗北。
- 11月26日、「幸せ!ボンビーガール」に出演。

2014年
- 10月11日、星ハム子生誕祭でGENTAROと対戦しGENTAROのバックドロップに敗れる。

2015年
- 12月31日、希月あおいの持つICE×∞王座に挑戦し勝利。第21代王者となる。同王座を戴冠するのは初。

2019年
- 1月5日、娘、星いぶきと対戦し勝利[1]。

## 人物
- 北海道岩見沢緑陵高等学校卒業。
- リングネームは「見た目がボンレスハムみたい」ということからさくらえみが命名。本名はFacebookで公表している。
- 一時期は70kgを越える体重であったが、現在は53kgまで減量している(2022年1月現在)。
- 既婚であり、20歳で長女で同じくプロレスラーの星いぶきを出産。
- 堀田祐美子と高橋奈七永に憧れてプロレスラーを目指そうと、北海道在住時から斗猛矢の主催する「EMMA」のプロレス教室に通う。
- 夫と子供を北海道に残して単身赴任でアイスリボンに入門、市ヶ谷プロレス教室にて練習を重ねデビュー。以降、帰省・休業を挟みながらプロレスラー生活を続けている。
- 地元北海道の北都プロレスにも定期参戦したり、憧れの存在である堀田祐美子率いる堀田暴走軍にも加入しディアナにも参戦している。2014年より主にアジャ・コング絡みでOZアカデミーにも参戦。
- 目標は自分の団体を北海道に旗揚げすること。
- 市ヶ谷プロレス教室の同期であるしもうま和美・赤城はるなと「雑草ガールズ」を結成していた。
- 休業中に自身と似た路線で急成長した宮城もちと「チームセクシー」を結成し活躍。チーム名は後に「らぶりーぶっちゃーず」に変更[2]。
- ヘイリー・ヘイトレッドとは「チームもっちり」を結成、リボンタッグとREINAタッグの2冠王に輝く。
- さくらえみが女子プロレス大賞を受賞した2009年度プロレス大賞の授賞式（12月16日）に出席した際、他のアイスリボンの選手[3]と共に2009年MVPの棚橋弘至と一緒に写真に収まるが[4]、翌日の東京スポーツの紙面でその写真について「左上にUMAが映り込んでいる」などと書かれ、さらにその後も「1・4東京ドームで棚橋のディーバを志願」「IWAに星ハム子似の火星人襲来（=UMA軍団）」など度々東スポ紙面に登場。東スポ紙面では「アイスリボンの怪女」の通称が定着している。
- 以前はアイスリボンのメールマガジンを担当していた。

## 得意技
ハムロール
シットダウン状態の相手の足側から自身が横回転で転がっていきつつ相手の足を取りエビ固めにフォールする。主なフィニッシャー。
ダイビングボディープレス
主なフィニッシャー。
女の執念
カウンターの丸め込み。
ハムどん
変形バックフリップ。横回転するのでデスバレーボム似た形をしている。大一番で使用されていたが、2020年より現在の技名が付きフィニッシャーとしても使用されるようになる。
セクシーポーズ
序盤の攻防に織り交ぜて相手の戦意を削ぐ。
お・し・り・だー!!
相手をコーナーに固定して3回ヒップアタックしてコーナー中央で「だー!!」と叫ぶ。
突っ張り
スモウラリアット
スモーピオンデスロック
ブルドッギングヘッドロック
バックフリップ
スパイン・バスター
雪崩式メタボリックサンド
宮城もちとの合体技。

## タイトル歴
- 第21代・第27代ICE×∞王座
- 第8代・第16代・第18代・第29代・第43代・第54代インターナショナルリボンタッグ王座

パートナーは松本浩代(第8代)→宮城もち(第16代・第18代)→ヘイリー・ヘイトレッド(第29代)→宮城もち(第43代)→星いぶき(第54代)
- 第5代REINA世界タッグ王座

パートナーはヘイリー・ヘイトレッド
- 第9代・第11代・第13代19時女子プロレス認定インターネットシングル王座

## 入場テーマ曲
- オリジナル曲